# 布赫 (福拉尔贝格州)
布赫（德語：Buch）是奥地利福拉尔贝格州布雷根茨县的一个市镇。总面积6.15平方公里，总人口573人，人口密度93.2人/平方公里（2005年）。